# Garnisons Kirke
Garnisons Kirke eller Garnisonskirken som den officielt hedder, ligger i Garnisons Sogn i København, ved Sct. Annæ Plads. I 2006 kunne den fejre 300 års jubilæum. Kirkens kirkegård, Garnisons Kirkegård, ligger på det indre Østerbro.

## Historie

### Forhistorien
I slutningen af 1600-tallet havde København udviklet sig til en garnisonsby, og der var et behov for kirker til det militære personel. Flåden havde fået Holmens Kirke i 1619, og i 1670 havde Kastellet fået sin første kirke, som dog knapt kunne betjene Kastellets mandskab. Resten af hærens mandskab savnende et kirkeligt hjemsted og var henvist til at bruge Holmens Kirke. Da Sophie Amalienborg brændte i 1689, overlevede slottets kapel, og militæret overtog det. Det var imidlertid kun dimensioneret til at betjene slottets beboere og var en utilstrækkelig løsning for den stadigt voksende garnison.
Da Frederik d. 4 kom på tronen i 1699, gav han tilladelse til, at der blev bygget en ny kirke til garnisonen i den sydlige del af Sophie Amalienborgs park ("Dronningens Have"), som vi nu kalder Sct. Annæ Plads. Christian d. 5 havde haft andre planer for dette område og havde tidligere skænket en ledig grund i Dronningens Tværgade til at bygge kirken på, og der var blevet udført tegninger tilpasset denne grund i 1697.
Disse tegninger blev fundet frem igen. De var udført af Georg Philip Müller, som var ingeniørofficer. At han var ingeniør mere end arkitekt afslører sig i kirkens meget regelmæssige form og nærmest spartanske ydre. Grundplanen er det latinske kors, og alt var tilpasset et modul på 10 alen (20 fod). Byggeriet blev startet i 1703 efter G. P. Müllers tegninger under ledelse af Domenico Pelli, men i 1704 blev det besluttet at udvide kirken – den nye byggegrund var større, og der var brug for så mange pladser som muligt i kirken – og man satte den nye generalbygmester Wilhelm Friedrich von Platen på som arkitekt.
Von Platen var netop kommet hjem efter en længere studierejse i udlandet, og det var sikkert forventet, at han ville pynte noget op på Müllers enkle bygning, men han har været overraskende tro mod de originale tegninger. Det er primært vestgavlen, der er ændret på. Der er tilføjet et portalfremspring og lidt mere pynt, men frem for alt er der kommet et ordentligt tårn på kirken. Også selv om det oprindelige spir (se Pontoppidans tegning) var mindre end det, vi kender i dag, så var det markant større end den lille rytter, som Müller havde anbragt i krydset mellem korsarmene.
På trods af ændringerne blev byggeriet afsluttet planmæssigt, og kirken kunne indvies 24. marts 1706.

### Kirkens navn
Kirken fik navnet Den Herre Zebaoths Kirke efter ordet Zebaot i romerbrevet. Hærskarernes Guds Kirke kan synes at være et passende navn på en militær kirke, men menigmand forstod ikke meget af det. Da kirken i 1767 fik en tysk sognepræst med navnet Seeboth, begyndte man at kalde ham "Hr. Zebaoth", og kirkens navn blev derved noget tvetydigt. Det blev derfor almindeligt, også blandt kirkens egne folk, at referere til den som Garnisonskirken, hvilket man også havde gjort under planlægningen af den, og da den holdt til i slotskapellet. Det varede dog til 1921, før menighedsrådet gjorde navnet Garnisons Kirke officielt. Formen Garnisonskirken bruges også.

### Kirkens ydre
Man ved ikke med sikkerhed, hvilket udseende kirkens mure havde i starten, men man formoder at de var pudset i en lys grå farve, da det var, hvad von Platen foretrak. Man ved til gengæld, at ydermurene i 1765 blev overmalet med rød kalkfarve, hvori der blev trukket hvide furer, dog ikke svarende til murenes rigtige furer.
Dette kulørte udseende holdt til 1790, hvor man malede det over med grå oliemaling. Det har tilsyneladende været kirkens udseende frem til 1885, hvor man under en hovedistandsættelse ved arkitekten Ludvig Knudsen rensede facaderne ned til de oprindelige mursten og lod dem stå ubehandlede, hvilket de stadig gør i dag.
Kirkens tag har tilsyneladende altid været et valmtag belagt med sort glaserede tegl. Det har i perioder været forsynet med små kvistvinduer af varierende udformning, men de er i dag erstattet af små udluftningsventiler.
Tårnets vestside er muret, men de øvrige sider er af træ. Oprindelig har de været malet som murværk, men i 1820 blev de beklædt med blik. Tårnet fik et nyt og højere spir i 1885, formodentlig fordi det gamle trængte til reparation, og så benyttede man lejligheden til at gøre det større. Det er tegnet af Ludvig Knudsen.
Tårnet fik ur i 1710 – der står i hvert fald "anno 1710" på tegningen af uret i Den danske Vitruvius. Værket er blevet udskiftet i 1883 med et andet, købt brugt. Store dele af dette er blevet udskiftet i starten af 1900-tallet. Værket driver også uret på orglet inde i kirken. Der er tre klokker i tårnet, hvoraf den mindste sidst er omstøbt i 1794. De to andre er omstøbt til nye størrelser (toner) i 1930.
Fordelt jævnt rundt på facaden sidder 23 høje jernvinduer i rundbuestil. Vinduerne er i princippet ens, kun med afvigelser, hvor fx indgangsportaler nødvendiggør det. De to vinduer i vestfacaden er lidt mindre end de øvrige, for at de kan passe ind mellem pilastre og arkitrav. Oprindelig sad vinduerne forsænket en halv sten i muren, men ved Ludvig Knudsens restaurering i 1885 blev de flyttet ind til deres nuværende position midt i muren, og der blev lavet smig i lysningen.

### Tilbygninger
I 1785 blev der bygget et lille ligkapel i hjørnet mellem nordre og vestre korsarm i kirkens urtehave til etatsråd Jørgen Diederich Vett af hans enke. Da det var en betingelse, at det ikke måtte dække noget af vinduerne, kan det ikke have været meget større end 2 m × 3 m. I 1805 overtog kirken det til egen brug, og det fungerede som kirkens ligkapel frem til 1851, hvor det blev revet ned.
I 1851 byggede man et nyt ligkapel på den modsatte side af kirken, altså i hjørnet mellem søndre og vestre korsarm. Det var noget større, 10 alen i kvadrat (ca 6 m × 6 m). Det blev revet ned i 1885, hvor der blev bygget et ligkapel efter tegninger af Ludvig Knudsen som en fritstående bygning på den tidligere kirkegård.
I 1860 blev der tilbygget to skriftestole til kirken, imellem østre korsarm og hhv nordre og søndre korsarm. Hver af bygningerne er 10 alen × 10 alen × 10 alen og forsynet med lave tage, som siden 1930 har været kobbertækket. De har vinduer af samme form som kirken, men naturligvis mindre. Disse tilbygninger står endnu, selvom de i henholdsvis 1904 og 1913 blev revet ned og genopbygget, da funderingen havde været for dårlig. Deres anvendelse har ændret sig i nyere tid, hvor de bl.a. har fungeret som præsteværelse og kordegnekontor.

### Kirkens indre
Kirkens indre er blevet ændret, repareret og fornyet mange gange i dens lange historie, men der har altid været de to pulpituretager langs alle væggene, undtaget altergavlen og orgelgavlen. Det gjaldt om at få plads til så mange af de "vankundige" soldater som muligt. Der er kun ændret ved dette arrangement én gang, nemlig da de to skriftestole blev bygget til. Da måtte man sløjfe det sidste fag på nederste pulpitur i begge sider af koret for at give plads til portalindgange til skriftestolene.
Loftet er hvælvet i et fladbuet tøndehvælv, der ligger over gesimskanten. Dette nødvendiggør en tagkonstruktion uden gennemgående bjælker fra mur til mur. I stedet ligger der stikbjælker fra muren til pulpiturenes ottekantede søjler, som derved bliver en integreret del af bygningens bærende konstruktion. (Det er nok også forklaringen på, at der aldrig er ændret væsentligt ved pulpiturerne.) Tagværket er blevet renoveret flere gange i tidens løb, senest i 2004.
Gulvet var oprindelig plankegulv under stolene og fliser i gangarealerne. Da man foretog mange muldbegravelser under kirkegulvet, måtte fliserne ofte lægges om, når kisterne smuldrede og sank sammen. I 1817 forlangte kirkens daværende arkitekt Peder Malling, at der blev lagt plankegulv i stedet, men det synes først at have været færdiggjort i 1834.
De oprindelige tegninger til kirken viser stolerækkerne langs væggene med en midtergang imellem. Thurahs tegning fra 1749 viser imidlertid tre rækker og to gange. Om dette har været tilfældet fra starten, medført af at kirkens størrelse blev øget, eller om det er ændret i den mellemliggende tid, vides ikke. Fotos fra 1870'erne viser, at man på det tidspunkt var gået over til to rækker og midtergang på samme måde som i dag. Stolene dengang var lukkede, dvs de havde låger ud til gangen, men gavlene så ud som i dag.
Thurahs plantegning viser også en anden ting: vestportalen (vender nedad på tegningen), som arkitekten tydeligvis havde tænkt som hovedindgang, fører ikke ind til kirkerummet, men kun til trapper til pulpiturerne og til en stor lukket stol. (Denne stol har sikkert været lejet ud til en velbeslået borger i kvarteret, for selv om kirken var bygget til garnisonen, afholdt den sig ikke fra at leje faste stole ud til byens borgerskab. Det var en vigtig indtægtskilde for kirkerne på den tid.) Hovedindgangen til gulvets stole bliver dermed den mere beskedne nordlige portal.
For at holde udgifterne til bygningen af kirken nede blev der anvendt materialer fra Sophie Amalienborg, hvilket også gælder kirkeinventaret fra kapellet. Mere om det nedenfor under beskrivelsen af inventardelene.
Farver. Kirkens vægge har altid været hvide. Loftet har primært været hvidt, men med varierende mængder af stuk og anden pynt. I 1930 udførte kunstneren Axel Hou et loftmaleri i korsskæringen. Det blev tildækket igen under renoveringen i 1960. Ved samme lejlighed udførte Hou to glasmalerier i koret, som stadig kan ses.
Siden 1772 har pulpiturerne stået i perlegråt, men hvordan de så ud før da, er mere usikkert. Efter tidens mode har de formodentlig være marmorstafferet i livlige farver, som det i dag kan ses på orgelfacaden. De to store søjler, som bærer tårnet på hver side af orglet, har været marmoreret så sent som 1817. Stolene beskrives som kastaniebrune med perlefarvede fyldninger. Om flisegulvet vides kun, at da den nye altertavle blev installeret i 1724, blev gulvet mellem alter og knæfald belagt med sorte og hvide marmorfliser.

### Kirkegårdene og krypten
Garnisonen havde en kirkegård, længe før den fik en kirke. Allerede i 1660 omtales planer om en soldaterkirkegård uden for Østerport. I 1671 blev der indviet et område inden for fæstningen, men uden for byen, på et uopdyrket strandareal. Den ligger der stadig langs Dag Hammarskjölds Allé, mellem Kristianiagade og Classensgade. Oprindeligt var kirkegården forbeholdt militæret, men under pesten i 1711 blev den åbnet for civile også.
Da kirken var bygget, ville menigmand hellere begraves tættere ved dén end på den udenbys kirkegård, så selv i 1786, over hundrede år efter indvielsen, var området på det nuværende Østerbro ikke fuldt udnyttet. Til gengæld voksede den indenbys kirkegård støt. Da den var størst, i midten af 1700-tallet, udfyldte den det meste af det trekantede område mellem kirken og husrækkerne ud til Store Strandstræde og Norgesgade (Bredgade).
Omkring 1800 sker der en ændring i indstillingen til den udenbys kirkegård, måske fremskyndet af, at der i 1796 kom en ordre om, at der ikke måtte foretages flere begravelser på den indenbys (en ordre, der dog blev tolket ret lempeligt – de sidste begravelser fandt sted 1851). Man begyndte da at sælge jorden fra til ejerne af nabogrundene, til der i 1844 ikke var meget mere tilbage, end der er i dag.
Kirken har en krypt under koret. Den bestod oprindelig af tre kamre på hver ca 4,5 m × 3,5 m, forbundet af en gang. Adgangen skete fra en luge i korgulvet. I 1860 blev det søndre kammer inddraget til fyrrum og fik adgang udefra. I 1934 blev der lavet en tilsvarende nedgang til det nordre kammer, og døråbningen til gangen blev tilmuret.
Der er foretaget talrige bisættelser i krypten, men mange af dem kun foreløbige, indtil kisten kunne flyttes til sit permanente sted. En af de første, om ikke dén første, hvis kiste blev nedsat i krypten, var kirkens arkitekt G. P. Müller. Der blev dog næsten altid brugt trækister, som for længst er smuldret væk. Undtagelsen er de benzonske marmorsarkofager, som stadig står i det nordre kammer.
Kommerceråd Hans Benzon købte i 1714 det nordre kammer for 500 rdl til hans og hustruens sarkofager, mod at han også finansierede en ny altertavle med 4000 rdl (se nedenfor). Købet gælder "til evig tid", og kirken skal vedligeholde gravstedet lige så længe. Benzon blev bisat 1715, hustruen året før.

## Kirkebygningen
Kirkens ydre fremstår i dag stort set som efter renoveringen i 1885. Murene i røde mursten med sparsomme sandstensdetaljer og taget med sortglaserede tegl. Vinduernes jernsprosser er dog udskiftet under en omfattende renovering i 1954-61 med nogle med mindre felter. Dørene er malet grønne. Tårnet er beklædt på de tre sider samt lanterne og spir med kobber, som har antaget den traditionelle irgrønne farve.
Kirkens indres udseende i dag stammer primært fra renoveringen i 1954-61, hvor man tilstræbte at gå tilbage til et mere oprindeligt udseende. En del pynt, som var kommet til i tidens løb, blev fjernet igen ved den lejlighed. Fx de lave bure, som N. S. Nebelong havde indsat i åbningerne mellem pulpiturenes søjler ved renoveringen i 1860. Man bibeholdt dog de to stolerækker med én midtergang frem for at gå tilbage til tre rækker som på Thurahs tegning.
Det hårde plankegulv, som i dag ligger i kirken, kom til ved restaureringen i 1994-96 af akustiske grunde. Ved samme lejlighed blev interiøret malet, dog stadig i hvidt, perlegråt og med forgyldte detaljer. Det var orglet, som undergik den største ændring ved denne lejlighed.
- Tårn og vestportal
- Kirkerum.
- Tværskib.

## Inventar

### Altertavle
Kirkens første altertavle var overført fra Sophie Amalienborgs kapel. Det beskrives som en udskåret, forgyldt ramme, med et indsat maleri af den hellige nadver. Den menes at være fra 1673 og blev anvendt i Garnisons Kirke frem til 1724, da den nuværende altertavle blev indviet, men er siden gået tabt.
Den nuværende altertavles tilblivelseshistorie var lang og besværlig. Den korte version er, at Hans Benzon, som nævnt ovenfor, i 1714 købte et kammer i krypten billigt, mod at betale 4000 rdl til den nye altertavle. Benzon døde imidlertid i 1715 uden at have tilføjet aftalen til sit testamente, og arvingerne var ikke villige til at betale pengene. Kirken vandt dog sagen, og der blev købt marmor hjem fra Norge. Stenhuggeren Diderik Gercken forhåndsgodkendte stenenes kvalitet, men de viste sig alligevel at være dårligt egnet til formålet, så både han og billedhuggeren Just Wiedewelt måtte lave flere dele om, og slutresultatet blev ikke så godt som ventet. Den uafhængige ekspertgruppe, som skulle godkende arbejdet, var derfor først afvisende, men godkendte det til sidst, åbenbart i erkendelse af, at resultatet ikke kunne blive bedre med de anvendte materialer. Tavlen blev opstillet i kirken i 1724.
Tavlen blev hovedrepareret i 1959, efter at der begyndte at falde dele af. Jernankrene, som holdt delene på plads, var så rustne, at de sprængte stenen. De blev derfor udskiftet med bronzeankre.
Altertavlen fremstår fuldt beklædt med marmor, men har en teglstenskerne. Farverne er sort/grå/hvid med enkelte forgyldte detaljer. Teksten under midterfeltet, "Det er fuldbragt", kom til i 1860 i stedet for et skjold med delvis tysk tekst, som ikke længere var populært. Figurerne på hver side af midterfeltet symboliserer "Troen" og "Kærligheden". Ibskallen, som kroner tavlen, havde oprindelig en forgyldt strålekrans, fremgår det af Thurahs tegning af altertavlen i Den danske Vitruvius. Den er forsvundet omkring 1930. Thurahs tegning viser også, at "Troen" har haft et kors i højre hånd.

### Prædikestol
Af de inventardele, som blev overført fra Sophie Amalienborg, synes prædikestolen, som stammede fra 1671, at have gjort det bedst. Den fungerede med mindre reparationer og vedligehold helt frem til 1772, hvor den nuværende prædikestol kom til. Den er tegnet af G. E. Rosenberg og udført af C. F. Stanley. Stilen er ren klassicisme. Billedet på forsiden repræsenterer "Troen": en kvinde med en kalk i hånden, der læner sig op ad et kors.
Prædikestolen blev placeret på hjørnet af koret og søndre korsarm, hvor den stadig er, men helt oppe i højde med første pulpitur. Den blev understøttet af tre træpiller, der gik helt op til lydhimlen. Nebelong fik afskaffet dem under restaureringen i 1860 og erstattet af en kanneleret søjle under midten af stolen. Der blev ved denne lejlighed også anbragt et kors på toppen af lydhimlen.
Ved renoveringen i 1960-61 flyttede arkitekten, Marinus Andersen, prædikestolen 140 cm nedad til den højde, den sidder i nu, og støttepillen blev fjernet og erstattet af to skjulte jerndragere under stolens gulv. Nebelongs kors på lydhimlen blev også fjernet.

### Døbefont
I starten havde kirken ingen døbefont. Man brugte et gammelt bord (muligvis fra Sophie Amalienborg), hvorpå dåbsfadet var anbragt. Man havde et tinfad og et sølvfad, sidstnævnte skænket af Chr. v. Lente i 1706. Dåben fandt da sted ved prædikestolen, under pulpituret.
I 1733 skænkede Christian d. 6 en marmordøbefont til kirken. Det menes at være den samme, som stod i Fredensborg Slotskirke fra 1727-28 og oprindeligt kom fra Glückstadt. Fonten blev udstyret med et nyt dåbsfad i tin, som blev anvendt, til fonten blev udskiftet. I 1739 blev fonten flyttet fra prædikestolen til kirkens vestende, som det kan ses på Thurahs plantegning.
Ved renoveringen i 1772 blev også døbefonten udskiftet. Ligesom med prædikestolen var det Rosenberg der tegnede, og Stanley der udførte. Stilen er også her ren klassicisme. Materialet er norsk marmor. Fonten blev lavet til at passe til v. Lentes sølvfad. Den gamle font og dens fad blev skænket til Bessastaðir Kirke i Island. Der blev fonten anvendt til 1866, hvor det ikke længere gik at reparere den, og den blev udskiftet med en granitfont. Dåbsfadet blev stadig anvendt dér i 1960'erne og bliver det sandsynligvis endnu.
I 1930 blev dåben flyttet til koret, og der står den stadig.

### Orgel
Kirkens første orgel var, som det meste inventar, overført fra slotskapellet. Det har ikke været noget stort instrument, og heller ikke i særlig god stand, så selv om kirkens organist udbyggede det, kan det ikke have lydt af meget i det store kirkerum.
I 1722 skrev man kontrakt med orgelbygger Lambert Daniel Kastens om levering af et nyt orgel i 1724. Orgelet skulle have 30 stemmer i to manualer og pedal. Undervejs blev planen udvidet med 8 stemmer i et rygpositiv, og færdiggørelsen blev forsinket til januar 1725.
Omkring 1860 blev Kastens orgel kasseret og erstattet af ét af Knud Olsen. Det havde 35 stemmer i 3 manualer og pedal. Kirkens tidligere organister J.P.E. Hartmann og Niels W. Gade var begge tilfredse med instrumentet. I 1923 blev det efter en vandskade repareret og udvidet af I. Starup & Søn til 50 stemmer. Om det er ved denne lejlighed, at rygpositivet blev fjernet, vides ikke, men det er i hvert fald væk på Nationalmuseets billede fra 1967 i Danmarks Kirker.
I 1990'erne projekterede orgelbygger Carsten Lund et orgel, som er så tæt på Kastens oprindelige barokorgel, som den nyeste instrumentforskning tillader. Det lykkedes at finde finansiering til at bygge det, og det blev indviet i 1995. Det har 45 stemmer med i alt 2861 piber. Ved denne lejlighed blev rygpositivet rekonstrueret. Instrumentet er særlig velegnet til tysk barokmusik og bruges flittigt til koncerter.
Orgelfacaden stammer fra 1724 og er tegnet af Kastens. Den var malet, men om farverne vides kun lidt. Englene var hudfarvede, blomsterkrukkerne egetræsfarvede og Frederik d. 4's monogrammer forgyldt. I 1773 blev ornamenterne lueforgyldt og træværket malet hvidt. I 1837 forgyldes og males igen, men farven kendes ikke. Det er muligvis her, at den brune farve, som rapporteres i 1960'erne, kommer til.
Efter ombygningen i 1995 fremstår facaden i en iøjnefaldende rød marmorstaffering med forgyldte detaljer. Det rekonstruerede rygpositiv bærer Margrethe d. 2's monogram.
| I Rückpositiv C–d3 |       |
| Principal          | 08'   |
| Gedact             | 08'   |
| Quintadena         | 08'   |
| Octava             | 04'   |
| Blockflöit         | 04'   |
| Octava             | 02'   |
| Gemshorn           | 02'   |
| Sieflöit           | 01/2' |
| Sesquialtera II    |       |
| Scharff IV         |       |
| Dulcian            | 16'   |
| Tromete            | 08'   |

| II Hauptwerk C–d3 |     |
| Quintadena        | 16' |
| Principal         | 08' |
| Weitpfeife        | 08' |
| Octava            | 04' |
| Spitzflöit        | 04' |
| Nasat             | 03' |
| Octava            | 02' |
| Rauschpfeif II    |     |
| Mixtur IV-VI      |     |
| Cimbel III        |     |
| Tromete           | 08' |
| Vox humana        | 08' |

| III Brustwerk C–d3 |    |
| Gedact             | 8' |
| Principal          | 4' |
| Rorflöit           | 4' |
| Octava             | 2' |
| Sedecima           | 1' |
| Sesquialtera II    |    |
| Scharff III        |    |
| Hoboy              | 8' |

| Pedal C–d1                                |     |
| Principal (C-F dækkede)                   | 16' |
| Subbas (åben)                             | 16' |
| Rorquinte                                 | 12' |
| Octava (C-G fælles med c-g i Pr. 16 Fuss) | 08' |
| Gedact                                    | 08' |
| Octava                                    | 04' |
| Nachthorn                                 | 02' |
| Rauschpfeif II                            |     |
| Mixtur VI                                 |     |
| Posaune                                   | 16' |
| Tromete                                   | 08' |
| Schalmey                                  | 04' |
| Cornet                                    | 02' |

- Kopler: RP-W, BW-W, W-PED, RP-PED (når BW-W og W-PED er aktiveret samtidig, spiller BW også i PED).

### Stole
Stolestaderne stammer fra restaureringen i 1860 under Nebelong. Den oprindelige farve var mørk, og det var den stadig i 1961, hvor de blev malet lysegrå med hvide stafferinger på gavlene. Ved denne lejlighed blev rosetterne malet i hærens våbenfarver. Det nuværende farveskema i perlegråt og bordeaux kom til ved istandsættelsen i 1995.
Oprindeligt havde stolene låger ud til midtergangen, men de forsvandt mellem 1928 og 1962.

### Fane
På den nordøstre søjle i korsskæringen sidder kirkens fane. Det er Dannebrog med Frederik d. 9's monogram og kirkens navn og seglmotiv i guld. Fanen er doneret anonymt og indviet i 1961. Der foreligger ingen information om, at kirken tidligere skulle have haft en fane.
(Man kan også se en kirkefane i Holmens Kirke, og Kastelskirken har også én, som kun er fremme under kirkelige handlinger. Det kunne tyde på, at det hænger sammen med, at det er militære kirker.)

## Gravminder
Fra den tidligere omfangsrige kirkegård er der bevaret fjorten gravminder på kirkepladsen og langs nordfacaden i den gamle urtegård. Her skal kun nævnes nogle enkelte.
J.P.E. Hartmanns gravsten er den nyeste, da han blev begravet på dispensation i 1900 i hans første hustrus grav. Hustruen var en af de sidste, der blev begravet, inden kirkegården blev taget ud af brug i 1851.
En gravsten i norsk marmor over "borger og brændevinsbrænder" Mathias Pedersen Nostrup og hustru fra 1760, er den ældste bevarede sten.
Det opmurede gravsted tilhører skibsværftejer Lars Wilder "for bestandig". Han købte retten til at omgive sin fars grav med en mur i 1787.
På billedet ses også langs kirkens facade tre mindetavler for (fra venstre) malerne Jørgen Sonne, Johan Thomas Lundbye og C. W. Eckersberg.
Jernpladen for Eilert Peter Tscherning er i dag ulæselig, men kirkens regnskaber fortæller, at den blev sat i 1841. I Danmarks Kirker gengives et billede af pladen fra 1968. På dét er det nederste venstre hjørne stadig intakt og kun lidt overvokset. I højre side når barken dengang kun godt en trediedel op ad siden.
- Gravsten over J.P.E.Hartmann.
- Gravsten over Brændevinsbrænder Nostrup.
- Grav og mindesten langs facaden mod Sct. Annæ.
- Støbejernsmindeplade for E.P. Tscherning.

Kirkepladsen huser også mindesmærker, som ikke er tilknyttet grave. På plænen ud mod Sankt Annæ Plads ligger "En af de Mange", et mindesmærke over de faldne i første verdenskrig, udført af Ausa Hofman-Bang. Det blev skænket til kirken i 1934 af kunstnerens familie.
Mindesmærket over C. W. Eckersberg stammer fra 1857. Bronzereliefet er udført af J. A. Jerichau.
Fra kirkepladsen skuer kirkens mest berømte præst Olfert Ricards buste ud over Sankt Annæ Plads. Det har den ikke altid gjort, oprindeligt var den anbragt på kirkens forlængede længdeakse, og vendt mod kirken. På foranledning af en senere præst blev den flyttet til sin nuværende plads, da nævnte præst ikke brød sig om at have den kontroversielle Ricard til at kigge ham over skulderen i sit arbejde.
- En af de mange.
- Epitafium for Eckersberg.
- Olfert Ricards buste.
- Olfert Ricards mindesmærke.

## Eksterne kilder og henvisninger
- Wikimedia Commons har flere filer relateret til Garnisons Kirke
- Garnisonskirken hos KortTilKirken.dk
- Garnisonskirken hos danmarkskirker.natmus.dk (Danmarks Kirker, Nationalmuseet)
- Beskrivelse af orglet med diskografi hos organindex.de (Wiki, tysk)